# Jim Sumkay
Jim Sumkay, né le 3 mars 1954 à Liège, est un photographe belge.

## Œuvre
Depuis 2005, Jim Sumkay est l'auteur du No comment, un reportage photographique quotidien : un choix constitué d'une quinzaine de clichés (en moyenne) est adressé par courriel à tous ses correspondants. Les photographies de Jim Sumkay dressent un tableau de la vie quotidienne de gens ordinaires, saisie à Liège, et dans de nombreuses villes et localités de Belgique, mais aussi de France, d'Allemagne, d'Italie, de Serbie, de la République tchèque, de Slovénie, d'Ukraine, de Pologne, de Cuba, des États-Unis (Louisiane), et en Haïti. Le No comment (plus de 80 000 photographies) est archivé et consultable sur le site internet du musée en plein air du Sart-Tilman.

## Expositions et installations publiques
- 2003 : Liège, Sambreville (Belgique)
- 2004 : Liège (Belgique)
- 2005 : Liège (Belgique), Côtes-d'Armor (France)
- 2006 : Paris (France), Liège (Belgique)
- 2007 : Colombes (France), Berlin (Allemagne), Waremme, Ans, Liège (Belgique)
- 2008 : Paris (France), Aix-la-Chapelle (Allemagne), Liège, Huy, Flémalle (Belgique), Cairano (Italie), La Nouvelle-Orléans
- 2009 : La Havane (Cuba), Liège, Namur, Tourinnes-la-Grosse, Bruxelles (Belgique), Fontenay-sous-Bois (France), Berlin (Allemagne)
- 2010 : Belgrade (Serbie), Ljubljana (Slovénie), Liège, Arlon, Flémalle, Seraing, Engis, Engreux, Bruxelles (Belgique), Paris, Pays de Guingamp (France), Kiev (Ukraine), Saint-Bonnet-le-Froid
- 2011 : Verviers, Herstal, Bruxelles, Pays de Guingamp, Liège, Fléron, Esneux, Castelmauro, Plzeň, Belgrade
- 2012 : Berlin, Bruxelles, Budapest, Cracovie, Les Sables-d'Olonne, Marseille, Pétionville,
- 2013 : Soignies, Bruxelles, Arlon , Riyad
- suite : voir https://www.liege.be/fr/vie-communale/services-communaux/international/liege-vitrine-des-capitales-europeennes-de-la-culture/jim-sumkay-expose-pour-liege-vitrine-des-capitales-europeennes-de-la-culture

## Publications
- 2011 : Jim Sumkay // Motus, Liège, éditions Antoine Degive, 120 pp.
- 2015 : Jim Sumkay// Motus vivendi, préface de Patrice Leconte, Liège, éditions Antoine Degive, 98 pp.
- Jim Sumkay // Vies de chats, préface de Christine Drugmant, Liège, éditions Antoine Degive, 98 pp